# Jan Rybář
Jan Rybář, češki inženir gradbeni strokovnjak, * 12. december 1833, Praga, † 28. marec 1913, Praga.

## Življenje in delo
V letih 1848-1851 je študiral na Tehnični univerzi v Pragi ter po končanem študiju stopil v službo pri Južni železnici. Najprej je služboval v Gradcu, nato v Celju (1852-1853), deloval v Ljubljani pri gradnji tovarne za pripravo šote pri kurjenju lokomotiv in pri predelavi borovniškega viadukta. Leta 1859 postal inženirski asistent za vzdrževanje železniške proge na postaji Gornje Ležeče, od 1860 do 1863 na postaji Postojna, od 1863 do 1864 na postaji Divača ter od 1864 do 1869 ponovno na postaji Postojna. Nazadnje je delal kot nadzornik proge od postaje Rakek do Divače. 17. oktobra 1864 se je poročil z 18 letno Emilijo Mahorčič (sestro sežanskega župana Rajmunda Mahorčiča). V zakonu so se jima rodili sin Otokar ter hčeri Emilija in Olga.
V času službovanja na Krasu se je srečeval s problemi kraškega terena. S preskrbo z vodo in z zavarovanjem proge pred snežnimi zamèti, k tem problemom se je kasneje vračal še na Dunaju ter o tem predaval in pisal. Leta 1869 je bil premeščen na ravnateljstvo Južnih železnic na Dunaj, kjer je postal predstojnik oddelka za vzdrževanje in signalizacijo. Leta 1871 je prestopil k ravnateljstvu Severno-zahodne železnice, kjer je bil najprej vodja oddelka za vzdrževanje proge, nato glavni inšpektor in nazadnje pomočnik gradbenega ravnatelja. Cesar Franc Jožef ga je 1891 imenoval za cesarsko-kraljevega svetnika. Leta 1896 se je upokojil in se vrnil v Prago in bil 1908 imenovan za častnega doktorja 
Tehnične univerze v Pragi. Za življenjsko delo je bil odlikovan z zlatim križcem za zasluge s krono.
S slovenskim ozemljem je ostal povezan tudi po odhodu iz naših krajev, ne samo zato, ker je bila njegova žena Slovenka, temveč je še vedno spremljal dogajanja na Primorskem. Njegova personalna mapa v Prometnem arhivu na Dunaju navaja, da je poleg češčine in nemščine tekoče govoril tudi slovenščino. Nekrolog v listu Edinost poudarja, da je bil Rybář do smrti naročen na list in da je vanj tudi dopisoval s področja svoje stroke. Od njegovih otrok sta se hčeri poročili s Čehoma in se vključili v tamkajšnje življenje, sin Otokar Rybář pa se je naselil na Primorskem, se poročil s Slovenko in aktivno deloval v slovenskem političnem življenju.